# Соколов, Валентин Петрович (Герой Советского Союза)
Валентин Петрович Соколов (1915—1991) — полковник Советской Армии, участник Великой Отечественной войны, Герой Советского Союза (1946).

## Биография
Валентин Соколов родился 27 декабря 1915 года в Харькове. После окончания семи классов школы, школы фабрично-заводского ученичества и рабфака работал на Харьковском паровозоремонтном заводе. В 1936 году Соколов был призван на службу в Рабоче-крестьянскую Красную Армию. В 1937 году он окончил Ейскую военно-морскую авиационную школу, в 1941 году — Высшую школу штурманов. Участвовал в польском походе. С начала Великой Отечественной войны — на её фронтах.
К концу войны гвардии капитан Валентин Соколов был штурманом эскадрильи 47-го гвардейского отдельного разведывательного авиаполка 4-й воздушной армии 2-го Белорусского фронта. За время войны он совершил 194 боевых вылета на воздушную разведку в глубокий тыл противника.
Указом Президиума Верховного Совета СССР от 15 мая 1946 года гвардии капитан Валентин Соколов был удостоен высокого звания Героя Советского Союза с вручением ордена Ленина и медали «Золотая Звезда» за номером 9050.
После окончания войны Соколов продолжил службу в Советской Армии. В 1974 году в звании полковника он вышел в отставку. Проживал в Москве.
Умер 2 августа 1991 года, похоронен на Троекуровском кладбище Москвы.
Был награждён двумя орденами Ленина, тремя орденами Красного Знамени, двумя орденами Отечественной войны 1-й степени, двумя орденами Красной Звезды и рядом медалей.